# سیارک ۲۳۰۲
سیارک ۲۳۰۲ (به انگلیسی: 2302 Florya، نامگذاری:1972TL2) دو هزار و سیصد و دومین سیارک کشف شده‌است که در ۲ اکتبر ۱۹۷۲ کشف شد.
قدر مطلق سیارک برابر ۱۲٫۱۰ است.